# Quatuor Beat
Le Quatuor Beat est un ensemble musical composé de quatre percussionnistes et créé en 2003.

## Création
Le Quatuor Beat est créé par Gabriel Benlolo, Laurent Fraiche, Jérôme Guicherd et Aurélien Carsalade, étudiants au Conservatoire national supérieur de musique et de danse de Paris dans la classe de musique de chambre de László Hadady. 

## Formation actuelle
Le groupe se compose actuellement de Gabriel Benlolo, Laurent Fraiche, Jérôme Guicherd et Hervé Trovel, ce dernier ayant succédé à Aurélien Carsalade.

## Esthétique
La vocation du Quatuor Beat est de repousser les limites du concert de percussions, en réalisant des compositions et arrangements mêlant les différentes familles d'instruments, ainsi qu'en y introduisant un jeu de scène.

## Concerts et enregistrements
Après avoir obtenu un Prix de musique de chambre à l'unanimité avec les félicitations du jury au Conservatoire national supérieur de musique et de danse de Paris en 2005, le Quatuor Beat remporte en 2006 le deuxième Prix au concours Gaetano Zinetti (it) à Vérone (Italie) et en 2007 le prix Spedidam, ainsi que le prix du public aux Européennes d'Alsace d'Illzach.
L'ensemble crée ensuite ses premiers spectacles avec le metteur en scène Pierre-Jean Carrus : Le spectacle, en 2007, Kromoritmos, en 2012, puis CHUUUT, en 2012,  avec pour metteur en scène Daniel Tanson, et, en 2018, Drumblebee,, pour lequel il gagne le prix du public aux YAMawards la même année, le Junge Ohren et le Prix de la meilleure réalisation artistique au YEAH en 2013.
Le Quatuor publie son premier disque en 2009, Opus 1, puis le DVD de son spectacle « Kromoritlmos » en 2015.
Les quatre percussionnistes rencontrent le compositeur Guillaume Connesson en 2013, qui écrit spécialement pour l'ensemble Cythère, concerto pour quatuor de percussions et orchestre. La création de cette œuvre avec l'Orchestre national de Lille sous la direction d'Alexandre Bloch consacre Guillaume Connesson aux Victoires de la musique en 2015, où il est récompensé par le prix de la meilleure composition.
Le Quatuor Beat se produit au théâtre du Châtelet, au théâtre Marigny, à la Philharmonie Luxembourg, au Konzerthaus de Berlin, au Kennedy center à Washington, au Grand Théâtre de Suzhou et joue avec des orchestres comme l'Orchestre national de Lille, de Bordeaux, de Montpellier ou de Dusseldorf en Allemagne.
Le Quatuor Beat joue sur instruments Bergerault et des cymbales Sabian. L'ensemble est en 2019 en résidence au conservatoire Léo Delibes à Clichy. 